# Anders Frisk
Anders Frisk (* 18. února 1963 Göteborg, Švédsko) je bývalý mezinárodní fotbalový rozhodčí, který předčasně ukončil svou kariéru, v souvislosti s vyhrožováním napadení jeho osoby a rodiny. V současné době se věnuje pojišťovnictví. Dráhu rozhodčího začal v roce 1978.